# Tss みんなのテレビ
『tss みんなのテレビ』（ティーエスエス みんなのテレビ）は、テレビ新広島（tss）にて2015年3月30日から2018年3月30日まで放送されていた自社制作のローカル報道番組。

## 概要
キー局・フジテレビが『（FNN）みんなのニュース』をスタートさせることに伴い、『TSSスーパーニュース』を改題して放送開始。

## 放送時間
第1部…月 - 金曜日16:48 - 17:53・第2部…月 - 金曜日17:53 - 19:00
2015年10月2日までは17:00 - 18:15をフジテレビからのネット受けとしていたが、10月5日から17:25 - 17:54の「空の伝言板」および「ワイドの通やく」部分をローカル内容に差し変え、広島駅前からの中継や日替わりのレギュラーコーナー（17時台・18時台）などを新設した。
さらに、2016年8月1日からは「ワイドの通やく」のネット受けを再開したため、ローカル部分は17:12頃 -17:32頃に移動。これにより今度は「みんなのふるさと」がネット打ち切り（広島県を取り上げる回を除く）となった。
2016年10月3日からはローカル部分は16:48 -17:10に移動、これにより「みんなのニュース」のネット時間は再度変更になり、17:10 - 18:14及び18:50.30 - 19:00となった。但し、2017年度は17:10 - 17:25、または17:10 - 17:34を広島ローカルパートに差し替えることも多い。

## 出演者

### 平日
| ポジション                          | 担当曜日                                  | 担当曜日                         | 担当曜日                         | 担当曜日                         | 担当曜日                         |
| ポジション                          | 月                                        | 火                               | 水                               | 木                               | 金                               |
| ----------------------------------- | ----------------------------------------- | -------------------------------- | -------------------------------- | -------------------------------- | -------------------------------- |
| メインキャスター（MC）              | 金田祐幸・衣笠梨代                        | 金田祐幸・衣笠梨代               | 金田祐幸・衣笠梨代               | 金田祐幸・衣笠梨代               | 金田祐幸・衣笠梨代               |
| サブキャスター                      | 天野陽子・西山穂乃加                      | 天野陽子・西山穂乃加             | 天野陽子・西山穂乃加             | 天野陽子・西山穂乃加             | 天野陽子・西山穂乃加             |
| 解説委員                            | 福田康浩                                  | 福田康浩                         | 福田康浩                         | 福田康浩                         | 福田康浩                         |
| JR広島駅前中継（ロケ） （毎週金曜） | 下程ひかり                                | 下程ひかり                       | 下程ひかり                       | 下程ひかり                       | 下程ひかり                       |
| みんなのスポーツ （みんなのカープ） | 山内泰幸・中島浩司 ※不定期出演。          | 山内泰幸・中島浩司 ※不定期出演。 | 山内泰幸・中島浩司 ※不定期出演。 | 山内泰幸・中島浩司 ※不定期出演。 | 山内泰幸・中島浩司 ※不定期出演。 |
| みんなの天気                        | 山本剛弘                                  | 山本剛弘                         | 山本剛弘                         | 田代香子                         | 田代香子                         |
| みんなの天気                        | ※担当曜日については、変動することがある。 |                                  |                                  |                                  |                                  |

| 2015.3.30  | 2015.10.02 | 金田祐幸 | 若木憲子 | バーゲルルミ 衣笠梨代 | なし                | なし              | バーゲルルミ 深井瞬     | 山本剛弘 | 波田健一 | 田代香子 |
| 2015.10.05 | 2016.1.29  | 金田祐幸 | 衣笠梨代 | 天野陽子 西山穂乃加   | なし                | なし              | バーゲルルミ 下程ひかり | 山本剛弘 | 波田健一 | 田代香子 |
| 2016.2.1   | 2016.4.1   | 金田祐幸 | 衣笠梨代 | 天野陽子 西山穂乃加   | なし                | なし              | バーゲルルミ 下程ひかり | 山本剛弘 | 田代香子 | 田代香子 |
| 2016.4.4   | 2017.3.31  | 金田祐幸 | 衣笠梨代 | 天野陽子 西山穂乃加   | 加藤雅也 下程ひかり | 佐竹佑一 松原千明 | 下程ひかり              | 山本剛弘 | 中谷雪乃 | 田代香子 |
| 2017.4.3   | 2017.9.29  | 金田祐幸 | 衣笠梨代 | 天野陽子 西山穂乃加   | 加藤雅也 下程ひかり | 佐竹佑一 河野行恵 | 下程ひかり              | 山本剛弘 | 田代香子 | 田代香子 |
| 2017.10.02 | 2018.3.30  | 金田祐幸 | 衣笠梨代 | 天野陽子 西山穂乃加   | 江本一真 下程ひかり | 佐竹佑一 河野行恵 | 下程ひかり              | 山本剛弘 | 田代香子 | 田代香子 |

- コーナー「お買い得情報 ＋ お買いもの」[9]

月曜　現地より まなみのりさ が生中継。まなみのりさが選んだ1万円相当を1名に視聴者プレゼント。 → 加藤が生中継（まなみのりさは2017年12月で卒業）
火曜　「本日配達!晩ごはん買いまSHOW!」 現地より江本一真と下程ひかりが生中継。対決金額は従来通りカードを引いて出た金額。
水曜　「みんな買ってるっ!!売れスジランキング」 現地より加藤が生中継。イオンで使える商品券1万円分を1名に視聴者プレゼント。
木曜　「本日配達!晩ごはん買いまSHOW!」 現地よりボールボーイ佐竹と河野が生中継。対決金額は従来通りカードを引いて出た金額。
- 月曜 「さとやまクッキング」 まさみのりさ　加藤（VTR出演） → 加藤ー（まなみのりさは2017年12月で卒業）
- 火曜 「瀬戸内 島さんぽ」 河野（VTR出演）
- 水曜　きらりびと名鑑（VTR出演） / 山内さんが行く!熱血ブカツ応援団（隔週水曜）
- 木曜　Thank you for zero（VTR出演） / このみのお好みランチ（このみ）
- 金曜　考える金曜日（VTR出演） / あれコレ調べ隊（村上果穂） / ヒロシマイケルからの挑戦状 もってけ10万円 ペアでおえかきクイズ（JR広島駅 下程ひかり 生中継） / ちょこっとスポラバ（青坂匠、山内泰幸）
- 不定期　穂乃加のひろしまイチバン日記（西山）
- 月曜～金曜　「カープっ娘TV2」

### 土・日
- TSSアナウンサーのシフト勤務。時折平日メインキャスターの金田・衣笠各が担当する場合がある。

## 過去の出演者
- 若木憲子（TSS報道部記者）※メインキャスター。2015年10月2日まで担当。翌週以降は金曜日のコーナー『酒場見聞録』リポーターとして不定期出演。
- 波田健一（気象予報士。TSS報道部所属）※2016年1月28日まで木曜日の天気を担当。

## 演出
テーマ曲
ロゴタイプ・テロップ、番組冒頭のオープニングムービーとテーマ音楽は『みんなのニュース』と同一デザインの物を使用している。2015年10月5日から2016年3月まで16:48のオープニングは、オリジナルのオープニングムービーとテーマ音楽を使用していた。17時台のローカルコーナーのテロップの色はオレンジ色基調とし、18時台とは差異をつけている。

### タイトルロゴ
- 2015年3月30日 - 2018年3月30日
- カラーリング：tss みんなのテレビ

手書き風の書体で青緑色の「みんなの」「テレビ」と表記。「tss」は左上に表示される。

## みんなのテレビナイター
前番組に引き続き、19:00からプロ野球中継を放送する場合、『みんなのテレビ』に内包してトップナイターが放送される。『TSSスーパーニュース』の時点では第2部で野球中継を行うも、18:33 / 42など不定開始での放送しかなかったが、「みんなのテレビ」放送開始以降は第2部冒頭の『みんなのニュース・第2部』のFNN枠（17:53 - 18:14）終了後の18:16に開始時刻を固定して放送している。
東海テレビ制作の対中日戦は、2015年は東海テレビ内でローカルニュースに内包しての中継を行わないため、トップナイターに限りテレビ新広島がスコア表示と実況を行っていた。2016年からは『ニュースOne』でトップナイターの中継を行うが、テレビ新広島では引き続きトップナイターのみ自社でスコア表示と実況を行う。また東海テレビに派遣されたカープ側のリポーターがトップナイターに出演するようになった。
2016年8月26日（金曜）に放送の同カードは、東海テレビ制作ながら三重テレビ（独立局）で『三重テレビナイター』としての放送となるため、テレビ新広島が東海テレビ（三重テレビ）から映像提供を受けた上で全編自社での実況（解説：山内泰幸、実況：深井瞬〈三重テレビでは解説:鹿島忠、実況:高橋知幸、リポーター:森脇淳が担当〉）に差し替えて放送する。なお、翌27日（土曜）のデーゲームについては東海テレビから『DRAGONS LIVE 2016』の同時ネットでの放送となる（副音声にはテレビ新広島からも出演）。2017年も三重テレビでの中継日に同様の形態での放送を行った。
東海テレビ中継日でも2017年8月8・9日は『東海テレビナイター祭り』に対広島戦が該当したため、三重テレビ中継日と同様にテレビ新広島が全編別制作を行った。この関係で2017年以降は東海テレビでの放送日でも全編広島からのオフチューブによる別制作を行うようになった。
関西テレビ制作の対阪神戦については、2015年は土曜デーゲームのみ中継（解説はテレビ新広島からも山内泰幸を派遣し、古田敦也とのダブル解説）。2016年4月8日（金曜日）のナイターは関西テレビの映像をメインに広島からのオフチューブ実況（解説：山内泰幸、実況：深井瞬〈関西テレビでは解説：田尾安志・達川光男、実況：石田一洋、リポーター:若田部克彦が担当〉）で放送した。このため、関西テレビ制作の中7をネット受けする際に18時台のみ自社制作またはネット受けした実績がなかったが。なお、関西テレビでは阪神戦を『報道ランナー』に内包して中継しているため、2024年5月7日に初めてナイター枠でのネット受けを実施（解説：田尾・山本昌、実況：山本大貴）。また2017年はデーゲームもテレビ新広島での実況差し替えて放送（解説：山内泰幸、実況：青坂匠〈関西テレビでは解説：古田敦也、実況：石田一洋が担当〉）したが、2019年5月2日のデーゲームは関西テレビからのネット受け（解説：田尾安志・達川光男、実況：川島壮雄、リポーター：若田部克彦）で対応し、テレビ新広島からのアナウンサー派遣が行われなかった（制作協力団体としてはテレビ新広島もクレジット）。これ以降は別制作を見送りネット受けが続いている。
交流戦のパ・リーグ球団主催ゲームも2015年までは放送実績がなかったが、2016年と2019年に交流戦の対日本ハム戦を北海道文化放送からのネット受け（前者は解説：山内泰幸・建山義紀、実況：廣岡俊光、リポーター:中村剛大、青坂匠。後者は解説：山内泰幸・建山義紀、実況：福本義久、リポーター:中村剛大、副音声:ゲスト・西村瑞樹《バイきんぐ》・解説:森本稀哲）で放送し、これまでにトップナイターを行った実績が無かった北海道文化放送はこの試合で初めてトップナイターを編成。北海道文化放送と同内容で全国ネット枠の終了時刻である18:14から野球中継を行った。また、2017年6月5日の同カードはテレビ新広島が球団公式映像をメインに広島からのオフチューブ実況で放送した。この関係で制作著作にはテレビ新広島とともに「北海道日本ハムファイターズ」もクレジットされた。広島主催の日本ハム戦については、2018年はテレビ新広島と北海道文化放送が別制作の予定だったが、雨天中止となり、振替試合は通常番組の差し替えができなかったことから、テレビ新広島が18時台のみ放送し、19時台からはJ SPORTSへの裏送りとなった。2021年は新型コロナウイルスの感染拡大などの影響もあり、北海道文化放送はアナウンサーを派遣せず、解説者を山内と建山の2人とした上での相互ネットとした（実況：野川、ベンチリポート：深井）。また、北海道文化放送に配慮して、VTR切り替えのCGを『全力応援!』ロゴからカープ坊やと日本ハム球団のエンブレムに、ランニングスコアの『TSS全力応援!Carp中継』のロゴの部分をNPBマークに変えていたほか、エンドクレジットの番組名も『プロ野球セ・パ交流戦中継』としていたが、テーマ曲は通常のテレビ新広島のローカル放送同様「明日を鳴らせ」（ゆるふわリムーブ）を使用した。対ソフトバンク戦では、これまではオープン戦のみをテレビ西日本からのネット受け（2019年は実況差し替えて放送）で放送していたが、2021年6月8日に交流戦を広島からのオフチューブ実況（解説：山内泰幸、実況：深井瞬〈テレビ西日本では解説：池田親興、実況：大谷真宏、リポーター：坂梨公俊。副音声：達川光男・吉川貴司・橋本真衣〉）で放送した。また、2017年からは球団公式映像を使用する形で、対西武戦（2017年5月30日と2019年6月4日・6日）・対オリックス戦（2018年6月12日）・対ロッテ戦（2021年5月28日）の交流戦も自社制作で放送している。
2016年4月からは『みんなのテレビ』から19時台の番組がステブレレスとなったため、18時台と19時台の区切りのCMがなくなった。また全国ネット枠は18:14までに2分短縮したため、18:14に球場映像を背景とした提供クレジットを出した後、CMを挟んで18:16から『みんなのテレビナイター』開始という体裁を取っているが、前述の北海道文化放送など系列局からのネット時には制作局に合わせて18:14開始となる場合がある。また、2017年までは『こんやのニュース』→『ユアタイム クイック』→『FNN NEWS Pick Up』も野球中継に差し替えていた。
2016年10月17日に予定されていたクライマックスシリーズ・ファイナルステージ第6戦の中継権をフジテレビ系列が獲得した（解説：江本孟紀、実況：深井瞬）。テレビ新広島では全国ネット枠開始前に、通常通りこの枠を使って中継する予定だった。しかし、第4戦で広島の3勝（優勝チームの1勝アドバンテージのため4勝）1敗で決着したため中継なしに終わったが、フジテレビ・テレビ新広島は翌年もファイナルステージ第3・6戦の放送権を獲得し、いずれの試合もテレビ新広島のみ『みんなのテレビナイター』を編成したが、全国枠同様フジテレビ主導制作のため（全国枠のエンドクレジットはフジテレビ制作著作扱い）、スコア表示やジングルなどはフジテレビ仕様を使用した（第3戦＝解説：江本孟紀・山内泰幸・古田敦也、実況：田中大貴〈フジテレビ〉、リポーター：青坂匠、第4戦＝解説：野村弘樹・谷繁元信・山内泰幸、実況：深井瞬、リポーター：田中大貴〈フジテレビ〉）。なお、山内は第3戦はグラウンド解説で、第4戦は放送席の解説で出演した。
番組名が『TSSプライムニュース／TSSプライムフライデー』となった2018年からは、『プライムナイター』として引き続き18：16から同様の体裁で中継を行い、『TSSライク!』となった2021年は『ライク!ナイター』の名称で18:10からに繰り上げられ、新型コロナウイルス関連で関東地区で試合開始時間が繰り上げられた場合は17時台にも中継を行っている。以下の出演者については『プライムナイター』『ライク!ナイター』についても記述する。

### 出演者
テレビ新広島が自社制作を行う試合の出演者について述べる。系列局からの出演者については、野球道 (フジテレビ系列)の各系列局の節を参照。
解説
- 山内泰幸
- 笘篠賢治（文化放送・フジテレビONE他解説者）※新型コロナウイルス感染拡大による移動の制約から、2020年以降は出演実績なし。
- 達川光男（フジテレビ他解説者。元テレビ新広島専属解説者。2016年・2019年以降に本数契約で出演）[17][18]
- 緒方孝市（本数契約。2021年 - 。NHK広島放送局・TBSチャンネル・サンテレビ・Tigers-aiにも出演）
  - 基本的に山内と笘篠・西山（2016年と2019年以降は達川も）とのいずれかとの2人で担当することが多かったが、ビジターゲームは山内単独の、山内の出演スケジュールの都合（山内の『全力応援 スポーツLOVERS』出演と福山などでの地方開催が重なったり、『スポーツLOVERS』がスタジオを離れての公開放送を行った場合など）によっては達川または笘篠単独[19]の場合があった。前番組まではフジテレビ系列各局の解説者が出演した例があったが『みんなのテレビ』移行後の2015から2016年は実績がなかった。2017年は前述のクライマックスシリーズの他に、対中日戦で山崎武司（6月30日）・山本昌（7月1日デーゲーム）と山内との2人解説がある。また対日本ハム戦（北海道文化放送にもネット）では建山義紀や鶴岡慎也との2人解説があった。
  - 新型コロナウイルス感染拡大の影響で、2020年からは山内単独の解説が増加した。

実況・ベンチリポート
- 深井瞬（テレビ新広島アナウンサー）
- 野川諭生 - 2019年に新潟テレビ21（テレビ朝日系列）から移籍。3月9日の対DeNA戦（福山市民球場）で初実況。
- 前田琢磨 - 2023年に岩手朝日テレビ（テレビ朝日系列）から移籍。2023年まではベンチリポートのみ。
- ビジター側ベンチリポート担当のフジテレビ系列各局アナウンサー（ビジター地元局への同時ネット時を中心に出演）

過去の出演者
- 金田祐幸（テレビ新広島アナウンサー） - 金田が実況またはリポートを担当する場合、第1部は若木とバーゲル・衣笠とのどちらかとの2人のみで担当した。2016年以降は担当実績なし。2023年に報道部に異動。
- 青坂匠（同上）- 2016年8月9日の対阪神戦で初実況。2018年6月にアナウンサー職を離れ、経営管理部へ異動。2023年から気象予報士・リポーターとして出演）
- 加藤雅也（同上）- 2017年5月23日の対ヤクルト戦でベンチリポートに初登場。『TSSライク!』開始以降は同番組のキャスターとしての出演のみ。
- 金本知憲（解説。2015年。後に2016年から2018年まで阪神タイガース監督）
- 西山秀二（解説。GAORA・ラジオ日本他解説者兼任。2022年から2023年まで中日ドラゴンズコーチ）

## タイムテーブル（2017年10月現在）
| 時間     | 放送内容                                                                    | 備考 |
| -------- | --------------------------------------------------------------------------- | --- |
| 16:48    | TSSみんなのテレビ①                                                          | オープニング スーパー中継 視聴者電話 17:00過ぎ 「カープっ娘TV2」 |
| 17:10    | みんなのニュース（東京発）                                                  | 〈任意ネット枠〉 17:18頃 ケイゾク※広島ローカルに差替の場合あり 17:25頃 「上を向いて歩こう!」（気象情報）※広島ローカルに差替の場合あり 17:35頃 「やくさんきくさん／やくさん大ちゃん」（芸能情報） 17:50頃 ニュース（1本） |
| 17:53    | FNNみんなのニュース（東京発）                                               | 〈全国ニュース枠〉 |
| 18:14    | TSSみんなのテレビ② プロ野球中継編成時は、ここから『みんなのテレビナイター』 | オープニング ▽ローカルニュース・特集・スポーツ・天気 他 18:26頃 みんなのカープ |
| 18:50.30 | みんなのニュース（東京発）                                                  | 〈任意ネット枠〉 全国ニュース エンディング（キー局同様ステブレレスによりCM無しで次の番組が始まる） |

## 特別番組
以下、「1時間拡大」としたもののうち、特記ないものは15:50から16:48までの再放送枠を休止したものである。
- 2015年8月6日は『ひろしま満点ママ!!』を休止し、10:45 - 11:25に『TSSみんなのテレビ ～ヒロシマ70年目の夏～』を放送した。通常の枠も1時間拡大し『TSSみんなのテレビ ～被爆70年　ヒロシマを伝える～』を放送した。
- 2015年8月12日、『TSS全力応援！みんなのテレビSP』として1時間拡大した。このうち18:17からは『みんなのテレビナイター』を内包。
- 広島土砂災害から丸1年となった2015年8月20日、『みんなのテレビ特番〜広島土砂災害から一年〜』として1時間拡大。
- 2015年8月25日は12日と同様の放送を予定していたが、このうち『みんなのテレビナイター』は雨天中止となった。当日の中継にはサンフレッチェ広島の佐藤寿人が出演予定だった。
- 2016年10月18日は当初予定していた『優しい人なら解ける クイズやさしいね・2時間SP』を差し替えし、19:00 - 20:54に『緊急特番!TSSみんなのテレビ カープ黒田博樹投手引退会見』を放送。当日の通常枠から引き続き達川光男をゲストに招いて、黒田の引退会見の模様などを伝えた。平均視聴率は19.2％（ビデオリサーチ調べ、広島地区・世帯・リアルタイム）だった[20]。
- 2016年10月21日は『カープ新たな伝説へ!日本シリーズ前夜祭 みんテレ&スポラバSP』と題し、『全力応援 スポーツLOVERS』とのコラボ番組を途中全国ニュースを挟みながら19:57まで放送する。

## tss歴代の夕方ニュース
- tssローカルニュース（1975年10月1日開局 - 1981年4月3日、平日）
- こんばんは!tss6:30 （1981年4月6日 - 1984年9月28日、平日）
- tssワイドニュース（1984年10月1日 - 1987年10月4日）
- tssスーパータイム（1987年10月5日 - 1997年3月30日）
- tssザ・ヒューマン（1997年3月31日 - 1998年3月29日）
- tssスーパーニュース FNN（1998年3月30日 - 2015年3月29日）
- tss みんなのテレビ（2015年3月30日 - 2018年3月30日）
- tssプライムニュース（2018年4月2日 - ）